# 12368 Mutsaers
12368 Mutsaers este un asteroid din centura principală de asteroizi.

## Descriere
12368 Mutsaers este un asteroid din centura principală de asteroizi. A fost descoperit pe 7 februarie 1994 la Observatorul La Silla de Eric Walter Elst. Asteroidul prezintă o orbită caracterizată de o semiaxă mare de 2,35 ua, o excentricitate de 0,21 și o înclinație de 2,0° în raport cu ecliptica.